# Anneau commutatif

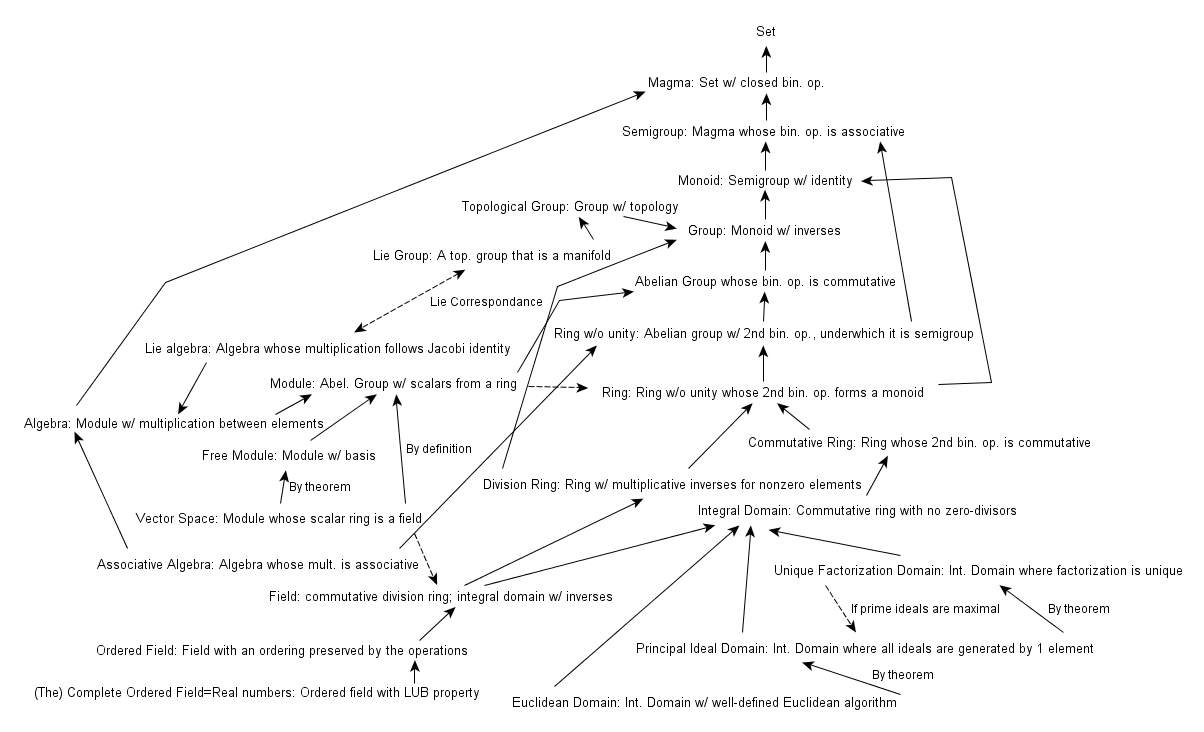
Tableau des différents ensembles et des relations entre eux.

Un anneau (unitaire) commutatif est un anneau (unitaire) dans lequel la loi de multiplication est commutative.
L’étude des anneaux commutatifs s’appelle l’algèbre commutative.

## Définition
Un anneau commutatif est un anneau (unitaire) dans lequel la loi de multiplication est commutative.
Dans la mesure où les anneaux commutatifs sont des anneaux particuliers, nombre de concepts de théorie générale des anneaux conservent toute leur pertinence et leur utilité en théorie des anneaux commutatifs : ainsi ceux de morphismes d'anneaux, d'idéaux et d'anneaux quotients, de sous-anneaux, d'éléments nilpotents. Il est simplement inutile de distinguer idéaux à gauche et à droite : les idéaux sont systématiquement bilatères et permettent la définition de quotients.

## Exemples
- L’ensemble des entiers relatifs muni des lois d’addition et de multiplication ordinaires est l'archétype des anneaux commutatifs. L’anneau est généralement noté {\displaystyle \mathbb {Z} } en référence au mot allemand « Zahlen » (nombres).
- Les nombres rationnels, les nombres réels et les nombres complexes forment des anneaux commutatifs. Ce sont tous des corps commutatifs, c'est-à-dire des anneaux commutatifs où la division est possible.
- Si n est un entier strictement positif, alors l’ensemble Z/nZ des classes de congruence modulo n est un anneau commutatif à n éléments.
- Si A est un anneau commutatif, alors les polynômes à une indéterminée (ou plus généralement les polynômes à plusieurs indéterminées), à coefficients dans A constituent un nouvel anneau commutatif, noté A[X] (respectivement  A[X1,…,Xn]).
- Il en est de même des séries formelles à coefficients dans A, dont l'anneau est noté A[[X]] (respectivement A[[X1,…,Xn]]).
- Les anneaux de Boole sont des anneaux commutatifs de caractéristique 2, intimement liés aux algèbres de Boole.
- Les fonctions continues de [0, 1] vers R constituent, pour l'addition et la multiplication usuelle, un anneau commutatif (non intègre).

## Anneaux intègres
Un élément non nul a d’un anneau commutatif est appelé un diviseur de zéro, lorsqu’il existe un élément non nul b de l’anneau tel que ab = 0. Un élément a d’un anneau commutatif est appelé un inversible (ou une unité) lorsqu’il possède un symétrique pour la multiplication, c’est-à-dire quand il existe un élément de b de l’anneau tel que ab = 1. Un élément inversible n'est jamais un diviseur de zéro.
Un anneau commutatif non réduit à {0} qui ne possède aucun diviseur de zéro est appelé un anneau intègre.
L'absence de diviseurs de zéro rend peut-être la multiplication sur un anneau intègre plus proche de l'intuition issue de la fréquentation des entiers. Il pourra être utile au lecteur novice de jeter un coup d'œil à l'article « Anneau intègre » avant de passer à la prochaine section, la suite de cet article traitant seulement des questions qui font sens dans un anneau contenant d'éventuels diviseurs de zéro.
Comme en théorie générale des anneaux commutatifs, la manipulation des idéaux joue un rôle important dans l'étude des anneaux intègres ; en étendant à d'autres cadres les techniques d'arithmétiques rodées sur les entiers. On est amené à définir les anneaux principaux comme ceux dont tout idéal est un idéal principal ainsi que d'autres classes importantes d'anneaux intègres (anneaux factoriels, anneaux euclidiens,...).
On appelle corps commutatif un anneau commutatif non réduit à {0} dans lequel tous les éléments non nuls sont inversibles. Les corps commutatifs sont donc des anneaux intègres particulièrement simples : un corps commutatif n'a que deux idéaux, lui-même et {0}.
De la même façon qu'on peut plonger l'anneau Z des entiers dans le corps Q des rationnels, ou l'anneau R[X] des polynômes réels dans le corps R(X) des fractions rationnelles, tout anneau intègre se plonge dans un corps commutatif qui lui est associé. Cette opération est un cas particulier simple de la localisation traitée plus bas dans le cadre plus général des anneaux pouvant contenir des diviseurs de zéro.

## Idéaux en algèbre commutative

### Idéaux premiers
Soit A anneau commutatif. Un idéal P de A est appelé un idéal premier lorsque l'anneau-quotient A/P est intègre. Cette condition équivaut à la condition suivante : P est une partie stricte de A et, pour tous x, y de A, quand le produit xy est dans P, alors x appartient à P ou y appartient à P.
On montre que l'intersection de tous les idéaux premiers est égale à l'ensemble des nilpotents de A (et on l'appelle le nilradical de A).
Un anneau est dit réduit lorsqu'il n'a pas de nilpotents (hormis 0).

### Idéaux maximaux
Soit A anneau commutatif. Un idéal M de A est appelé un idéal maximal lorsque l'anneau-quotient A/M est un corps.
Cette condition équivaut à la condition suivante : M est un élément maximal dans l'ensemble des idéaux autres que A, ordonné par l'inclusion.
Un théorème de Krull assure que tout idéal propre (i.e. différent de A) est contenu dans au moins un idéal maximal.

## Localisation
La localisation est une technique de construction qui généralise la construction du corps des fractions d'un anneau intègre.
Si B est un sous-ensemble d’un anneau commutatif A, qui n’a aucun diviseur de zéro et qui est stable pour la multiplication, c’est-à-dire tel le produit de deux éléments quelconques de B appartienne à B, alors l’ensemble des fractions formelles (a, b) où a est un élément quelconque de A et b est un élément quelconque de B forme un nouvel anneau commutatif; l’addition, la soustraction, la multiplication et l’égalité étant définies sur ce nouvel ensemble de la même façon que pour les fractions ordinaires. Le nouvel anneau est noté AB et est appelé la localisation de A à B. 
Un exemple illustrant ce qui précède est la localisation de l’anneau des nombres entiers au sous-ensemble des nombres entiers impairs stable par multiplication. Le corps des nombres rationnels est la localisation de l’anneau commutatif des nombres entiers à l’ensemble stable par multiplication de nombres entiers non nuls.

## Anneaux commutatifs définis par une propriété de leurs idéaux
Selon les propriétés des idéaux d'un anneau A, on distingue des familles d'anneaux particuliers comme :
- Anneau principal : anneau commutatif unitaire intègre dont tous les idéaux sont principaux.

Voir article détaillé : Anneau principal
Un anneau euclidien est principal
Un anneau principal est factoriel
- Anneau noethérien : anneau commutatif unitaire dont les idéaux sont engendrés par un nombre fini d'éléments

Voir article détaillé : Anneau noethérien
- Anneau artinien : anneau commutatif unitaire dont toute suite d'idéaux décroissante (pour l'inclusion) est stationnaire.

Voir article détaillé : Anneau artinien
- Anneau local : anneau commutatif unitaire dans lequel il n'existe qu'un seul idéal maximal.

l’ensemble des nombres rationnels dont le dénominateur est impair est un exemple d'anneau local ;
l'ensemble des séries formelles, A[[X]]  sur un anneau commutatif A en est un autre exemple.
Ces anneaux s'organisent selon une hiérarchie dont le schéma ci-dessous donne une idée partielle. La hiérarchie verticale va de l'anneau le plus général à l'anneau le plus particulier, chaque flèche descendante indique une filiation. On remarque que l'anneau possédant le plus de propriétés analogues à celles de Z est l'anneau euclidien. Ne figure pas sur ce schéma le corps qui est un cas particulier d'anneau euclidien.
|                            |                            |                            |                            |                              |                              |                              |                              |                              |                              |  |  | Pseudo-anneau commutatif   |                           |                           |                           |                           |                           |  |  |                          |                          |                          |                          |                          |                          |  |  |  |  |  |  |  |  |  |  |  |  |  |  |  |  |  |  |
|                            |                            |                            |                            |                              |                              |                              |                              |                              |                              |  |  |                            |                           |                           |                           |                           |                           |  |  |                          |                          |                          |                          |                          |                          |  |  |  |  |  |  |  |  |  |  |  |  |  |  |  |  |  |  |
|                            |                            |                            |                            |                              |                              |                              |                              |                              |                              |  |  | Anneau commutatif unitaire |                           |                           |                           |                           |                           |  |  |                          |                          |                          |                          |                          |                          |  |  |  |  |  |  |  |  |  |  |  |  |  |  |  |  |  |  |
|                            |                            |                            |                            |                              |                              |                              |                              |                              |                              |  |  |                            |                           |                           |                           |                           |                           |  |  |                          |                          |                          |                          |                          |                          |  |  |  |  |  |  |  |  |  |  |  |  |  |  |  |  |  |  |
|                            |                            |                            |                            |                              |                              |                              |                              |                              |                              |  |  |                            |                           |                           |                           |                           |                           |  |  |                          |                          |                          |                          |                          |                          |  |  |  |  |  |  |  |  |  |  |  |  |  |  |  |  |  |  |
|                            |                            |                            |                            | Anneau noethérien commutatif | Anneau noethérien commutatif | Anneau noethérien commutatif | Anneau noethérien commutatif | Anneau noethérien commutatif | Anneau noethérien commutatif |  |  | Anneau intègre             | Anneau intègre            | Anneau intègre            | Anneau intègre            | Anneau intègre            | Anneau intègre            |  |  |                          |                          |                          |                          |                          |                          |  |  |  |  |  |  |  |  |  |  |  |  |  |  |  |  |  |  |
|                            |                            |                            |                            | Anneau noethérien commutatif | Anneau noethérien commutatif | Anneau noethérien commutatif | Anneau noethérien commutatif | Anneau noethérien commutatif | Anneau noethérien commutatif |  |  | Anneau intègre             | Anneau intègre            | Anneau intègre            | Anneau intègre            | Anneau intègre            | Anneau intègre            |  |  |                          |                          |                          |                          |                          |                          |  |  |  |  |  |  |  |  |  |  |  |  |  |  |  |  |  |  |
|                            |                            |                            |                            |                              |                              |                              |                              |                              |                              |  |  |                            |                           |                           |                           |                           |                           |  |  |                          |                          |                          |                          |                          |                          |  |  |  |  |  |  |  |  |  |  |  |  |  |  |  |  |  |  |
| Anneau artinien commutatif | Anneau artinien commutatif | Anneau artinien commutatif | Anneau artinien commutatif | Anneau artinien commutatif   | Anneau artinien commutatif   |                              |                              |                              |                              |  |  | Anneau intégralement clos  | Anneau intégralement clos | Anneau intégralement clos | Anneau intégralement clos | Anneau intégralement clos | Anneau intégralement clos |  |  |                          |                          |                          |                          |                          |                          |  |  |  |  |  |  |  |  |  |  |  |  |  |  |  |  |  |  |
| Anneau artinien commutatif | Anneau artinien commutatif | Anneau artinien commutatif | Anneau artinien commutatif | Anneau artinien commutatif   | Anneau artinien commutatif   |                              |                              |                              |                              |  |  | Anneau intégralement clos  | Anneau intégralement clos | Anneau intégralement clos | Anneau intégralement clos | Anneau intégralement clos | Anneau intégralement clos |  |  |                          |                          |                          |                          |                          |                          |  |  |  |  |  |  |  |  |  |  |  |  |  |  |  |  |  |  |
|                            |                            |                            |                            |                              |                              |                              |                              |                              |                              |  |  |                            |                           |                           |                           |                           |                           |  |  |                          |                          |                          |                          |                          |                          |  |  |  |  |  |  |  |  |  |  |  |  |  |  |  |  |  |  |
|                            |                            |                            |                            |                              |                              |                              |                              |                              |                              |  |  | Anneau à PGCD intègre      |                           |                           |                           |                           |                           |  |  |                          |                          |                          |                          |                          |                          |  |  |  |  |  |  |  |  |  |  |  |  |  |  |  |  |  |  |
|                            |                            |                            |                            |                              |                              |                              |                              |                              |                              |  |  |                            |                           |                           |                           |                           |                           |  |  |                          |                          |                          |                          |                          |                          |  |  |  |  |  |  |  |  |  |  |  |  |  |  |  |  |  |  |
|                            |                            |                            |                            |                              |                              |                              |                              |                              |                              |  |  |                            |                           |                           |                           |                           |                           |  |  |                          |                          |                          |                          |                          |                          |  |  |  |  |  |  |  |  |  |  |  |  |  |  |  |  |  |  |
|                            |                            |                            |                            | Anneau de Dedekind           | Anneau de Dedekind           | Anneau de Dedekind           | Anneau de Dedekind           | Anneau de Dedekind           | Anneau de Dedekind           |  |  | Anneau factoriel           | Anneau factoriel          | Anneau factoriel          | Anneau factoriel          | Anneau factoriel          | Anneau factoriel          |  |  | Anneau de Bézout intègre | Anneau de Bézout intègre | Anneau de Bézout intègre | Anneau de Bézout intègre | Anneau de Bézout intègre | Anneau de Bézout intègre |  |  |  |  |  |  |  |  |  |  |  |  |  |  |  |  |  |  |
|                            |                            |                            |                            | Anneau de Dedekind           | Anneau de Dedekind           | Anneau de Dedekind           | Anneau de Dedekind           | Anneau de Dedekind           | Anneau de Dedekind           |  |  | Anneau factoriel           | Anneau factoriel          | Anneau factoriel          | Anneau factoriel          | Anneau factoriel          | Anneau factoriel          |  |  | Anneau de Bézout intègre | Anneau de Bézout intègre | Anneau de Bézout intègre | Anneau de Bézout intègre | Anneau de Bézout intègre | Anneau de Bézout intègre |  |  |  |  |  |  |  |  |  |  |  |  |  |  |  |  |  |  |
|                            |                            |                            |                            |                              |                              |                              |                              |                              |                              |  |  |                            |                           |                           |                           |                           |                           |  |  |                          |                          |                          |                          |                          |                          |  |  |  |  |  |  |  |  |  |  |  |  |  |  |  |  |  |  |
|                            |                            |                            |                            |                              |                              |                              |                              |                              |                              |  |  | Anneau principal           |                           |                           |                           |                           |                           |  |  |                          |                          |                          |                          |                          |                          |  |  |  |  |  |  |  |  |  |  |  |  |  |  |  |  |  |  |
|                            |                            |                            |                            |                              |                              |                              |                              |                              |                              |  |  |                            |                           |                           |                           |                           |                           |  |  |                          |                          |                          |                          |                          |                          |  |  |  |  |  |  |  |  |  |  |  |  |  |  |  |  |  |  |
|                            |                            |                            |                            |                              |                              |                              |                              |                              |                              |  |  | Anneau euclidien           |                           |                           |                           |                           |                           |  |  |                          |                          |                          |                          |                          |                          |  |  |  |  |  |  |  |  |  |  |  |  |  |  |  |  |  |  |

## Complétion
Si I est un idéal d’un anneau commutatif A, les puissances de I forment un voisinage topologique de 0 ce qui permet à A d’être considéré comme un anneau topologique. A peut être complété en conservant cette topologie. Par exemple, si {\displaystyle \mathbb {K} } est un corps, {\displaystyle \mathbb {K} [[X]]}, l’anneau des séries formelles en une indéterminée à coefficients dans {\displaystyle \mathbb {K} }, est le complété de l’anneau {\displaystyle \mathbb {K} [X]} des polynômes à coefficients dans {\displaystyle \mathbb {K} }, sous la topologie produite par les puissances de l'idéal engendré par X.